# Taking One for the Team
Taking One for the Team is het vijfde studioalbum van de Canadese poppunkband Simple Plan. Het werd door Atlantic Records uitgegeven op 19 februari, 2016, en is het eerste album dat de band heeft uitgegeven in bijna vijf jaar.

## Nummers
| Nummer | Naam                                     | Duur |
| ------ | ---------------------------------------- | ---- |
| 1      | "Opinion Overload"                       | 3:19 |
| 2      | "Boom!"                                  | 3:10 |
| 3      | "Kiss Me Like Nobody's Watching"         | 3:22 |
| 4      | "Farewell" (feat. Jordan Pundik)         | 3:21 |
| 5      | "Singing in the Rain" (feat. Rock City)  | 3:42 |
| 6      | "Everything Sucks"                       | 3:31 |
| 7      | "I Refuse"                               | 3:18 |
| 8      | "I Don't Wanna Go to Bed" (feat. Nelly)  | 3:08 |
| 9      | "Nonstalgic"                             | 3:06 |
| 10     | "Perfectly Perfect"                      | 3:07 |
| 11     | "I Don't Wanna Be Sad"                   | 3:13 |
| 12     | "P.S. I Hate You"                        | 3:03 |
| 13     | "Problem Child"                          | 3:41 |
| 14     | "I Dream About You" (feat. Juliet Simms) | 4:11 |